# 배석린
배석린(裵錫麟, 1885년 9월 ~ ?)은 일제강점기의 경찰 출신 관료이다.

## 생애
충청북도 영동군 출신으로 가정에서 한학을 수학한 뒤 대한제국 말기에 일어강습소에서 일본어를 공부하였다. 경성부에서 국학대학의 전신인 보명의숙과 장흥의숙 등에서 수학했다. 신교육을 받은 지식인으로서 1908년에는 인천의 인명학교에서 교사로 일하고 내각에서 촉탁으로 근무하기도 했다.
1910년에 한일 병합 조약이 체결되면서 이듬해 조선총독부 경찰관서 통역생으로 채용되어 경상북도 선산군에 배치받은 것을 계기로 경찰계에 들어섰다. 경찰로 근무하면서 보통문관시험에 합격하였고, 곧 경부로 승진하여 대구경찰서, 영천경찰서, 청송경찰서에서 차례로 근무하였다.
이후 전라북도 전주군 서기로 임명되어 관계로 전직했다. 전라북도 도청의 지방과, 사회과, 학무과, 문서과 등 여러 부처를 거친 뒤 1924년에는 총독부 군수로 승진했다. 전라북도 무주군과 고창군, 김제군, 남원군 군수를 차례로 역임하였다. 퇴직을 앞둔 1937년을 기준으로 정6위 훈6등에 서위되어 있었다.
남원군수로 재직 중이던 1935년에 총독부가 편찬한 《조선공로자명감》에는 조선인 공로자 353명 중 한 명으로 수록되어 있다. 이 책자에는 "당당한 체구의 소유자로 활동력이 풍부하면서 매우 유화하고 친절하다."라는 인물평도 실려 있다.
2008년 발표된 민족문제연구소의 친일인명사전 수록예정자 명단 중 경찰 부문과 관료 부문에 포함되었다.

## 참고자료
- 배석린(裵錫麟) - 국사편찬위원회
- 배석린(裵錫麟) - 국사편찬위원회